# Amblyeleotris rhyax
Amblyeleotris rhyax  es una especie de peces de la familia de los Gobiidae en el orden de los Perciformes.

## Morfología
Las hembras pueden alcanzar los 7,25 cm de longitud total.

## Distribución geográfica
Se encuentra en las Filipinas y Nueva Bretaña. 

## Observaciones
Es inofensivo para los humanos. 